# 4-es busz (Ajka)
Az ajkai 4-es jelzésű autóbusz a TESCO - Móra Ferenc utca - Hild park - TESCO útvonalon közlekedik. A vonalat a Volánbusz üzemelteti.

## Közlekedése
Mindennap kb. óránként közlekedik. Egyes járatok indulás után vagy visszaérkezés előtt érintik a Hársfa utca megállóhelyet is.

## Útvonala
| TESCO → Móra Ferenc utca → Hild park → TESCO |
| --- |
| TESCO – (Hársfa utca – Hársfa utca mh. – Hársfa utca –) Fő út – Ifjúság utca – Móra Ferenc utca – Petőfi Sándor utca – Gyár utca – Rákóczi Ferenc utca – Deák Ferenc utca – Fő út – Béke utca – Tűzoltó utca – Kórház utca – Fő út – (Hársfa utca – Hársfa utca mh. – Hársfa utca –) TESCO |

## Megállóhelyei
| 0  | 0  | 0  | TESCO                    |             | TESCO Áruház, LIDL, Bakonykarszt Víz- és Csatornamű Zrt.                                                    |
| ∫  | 1  | ∫  | Hársfa utca              |             | Hársfa utcai temető                                                                                         |
| 2  | 4  | 2  | Lakótelep, bejárati út   |             | Csónakázó-tó                                                                                                |
| 3  | 5  | 4  | Ifjúság utca             | 12          | |
| 4  | 6  | 5  | Sport utca               | 10, 10Y, 12 | Bányász sporttelep, SPAR Áruház                                                                             |
| 5  | 7  | 6  | Móra Ferenc utca         | 10, 10Y, 12 | Borsos Miklós Általános Iskola                                                                              |
| 7  | 9  | 7  | Május 1. tér             | 12          | |
| 8  | 10 | 7  | Deák Ferenc utca         | 10, 10Y     | |
| 9  | 11 | 8  | Fürst Sándor utca        | 10, 10Y     | |
| 10 | 12 | 9  | Timföldgyár, bejárati út | 10, 10Y     | Ajkai Timföldgyár                                                                                           |
| 11 | 13 | 10 | Rákóczi Ferenc utca      | 10Y         | Ajkai Járásbíróság, Vörösmarty Mihály Általános Iskola                                                      |
| 12 | 14 | 12 | Hild park                | 12, 14      | Városközpont, Helyközi autóbusz-állomás, Polgármesteri Hivatal, Jézus Szíve Plébánia, Hotel Ajka, Hild park |
| 14 | 16 | 14 | Kórház                   | 14          | Magyar Imre Kórház                                                                                          |
| 15 | 17 | 15 | Kórház utca              | 14          | Csónakázó-tó                                                                                                |
| 16 | 19 | 16 | Lakótelep, bejárati út   |             | Csónakázó-tó                                                                                                |
| 17 | 20 | 17 | Magyar Közút Zrt.        |             | TESCO Áruház, LIDL, Bakonykarszt Víz- és Csatornamű Zrt.                                                    |
| ∫  | ∫  | 18 | Hársfa utca              |             | Hársfa utcai temető                                                                                         |
| 18 | 21 | 20 | TESCO                    |             | TESCO Áruház, LIDL, Bakonykarszt Víz- és Csatornamű Zrt.                                                    |